# Grane (Drôme)
Grane (inoffiziell auch: Grâne) ist eine Gemeinde mit 2.136 Einwohnern (Stand: 1. Januar 2022) in Frankreich, im Département Drôme, der Region Auvergne-Rhône-Alpes. Die Gemeinde gehört zum Arrondissement Die und zum Kanton Crest. Die Bewohner werden Granois und Granoises genannt.

## Geographie
Grane liegt etwa 22 Kilometer südlich von Valence. Der Fluss Drôme begrenzt die Gemeinde im Norden, in den hier – von Süden kommend – sein Zufluss Grenette einmündet. Umgeben wird Grane von den Nachbargemeinden Allex im Norden, Eurre im Nordosten, Chabrillan im Osten, La Roche-sur-Grane im Süden und Südosten, Marsanne im Süden, Mirmande im Westen und Südwesten, Cliousclat im Westen, Loriol-sur-Drôme im Westen und Nordwesten sowie Livron-sur-Drôme im Nordwesten.

## Bevölkerungsentwicklung
| Jahr                       | 1962 | 1968 | 1975 | 1982 | 1990 | 1999 | 2006 | 2018 |
| Einwohner                  | 1161 | 1125 | 1011 | 1183 | 1384 | 1567 | 1680 | 1943 |
| Quellen: Cassini und INSEE |      |      |      |      |      |      |      |      |

## Sehenswürdigkeiten
- Kirche Saint-Jean-Baptiste
- Altes Amphitheater
- Neues Schloss
- Belfried aus dem 14. Jahrhundert, seit 1926 als Monument historique eingeschrieben
- Kapelle des ehemaligen Priorats aus dem 11. Jahrhundert, seit 1926 als Monument historique eingeschrieben
- Domaine de Plaisance aus dem Ende des 14. Jahrhunderts, seit 1999 als Monument historique eingeschrieben

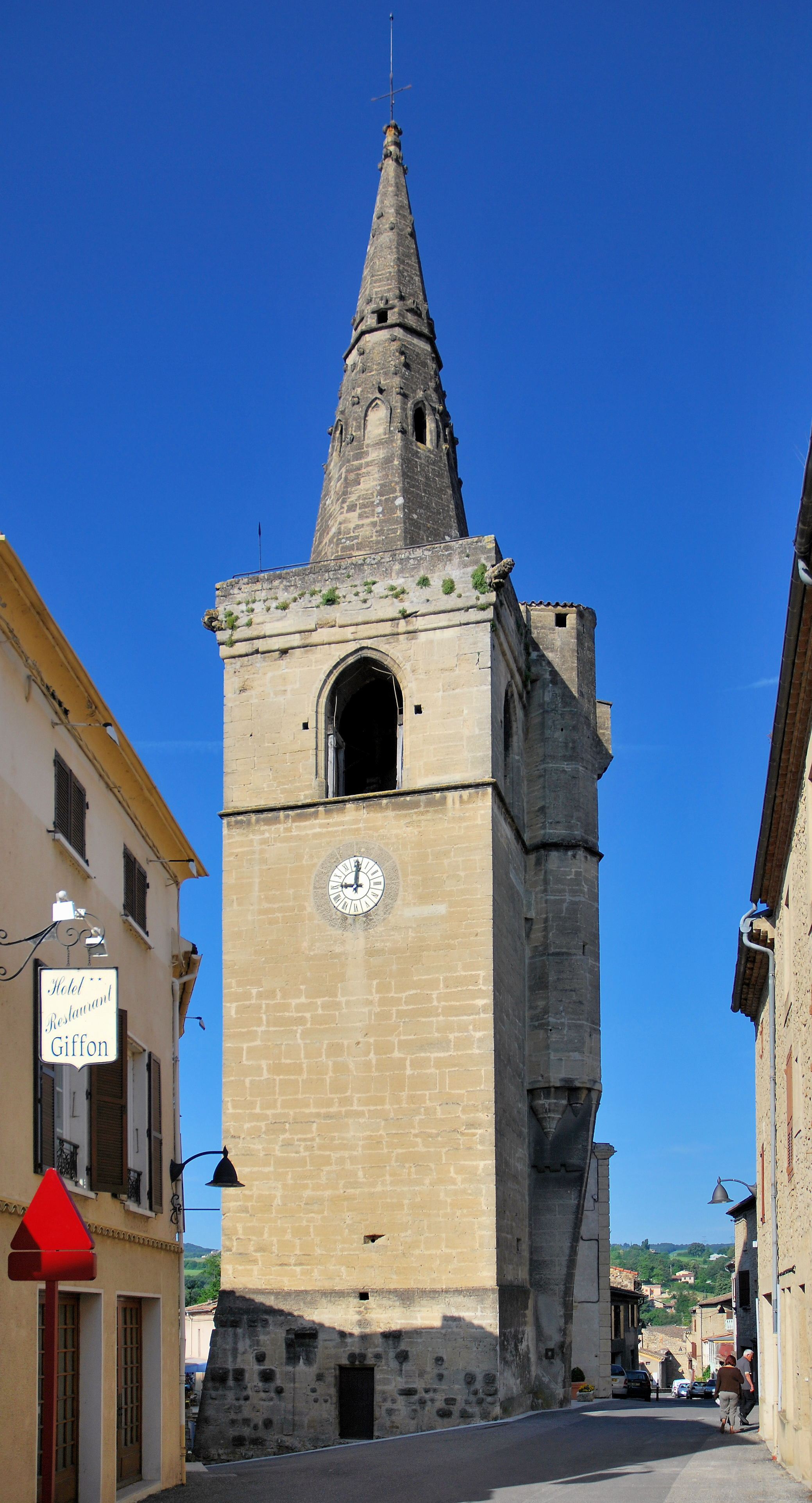
Belfried der Kirche Saint-Jean-Baptiste
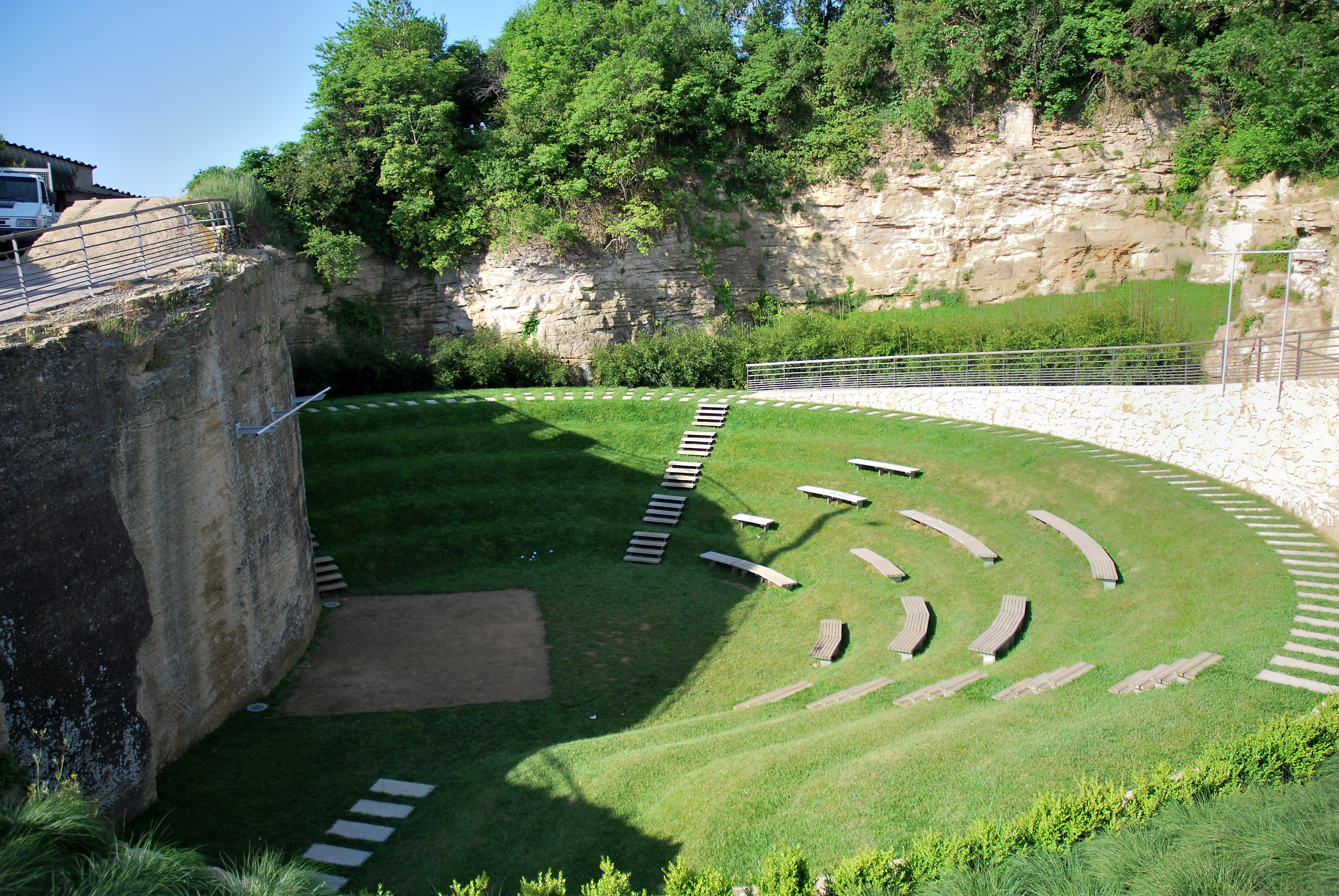
Altes Amphitheater
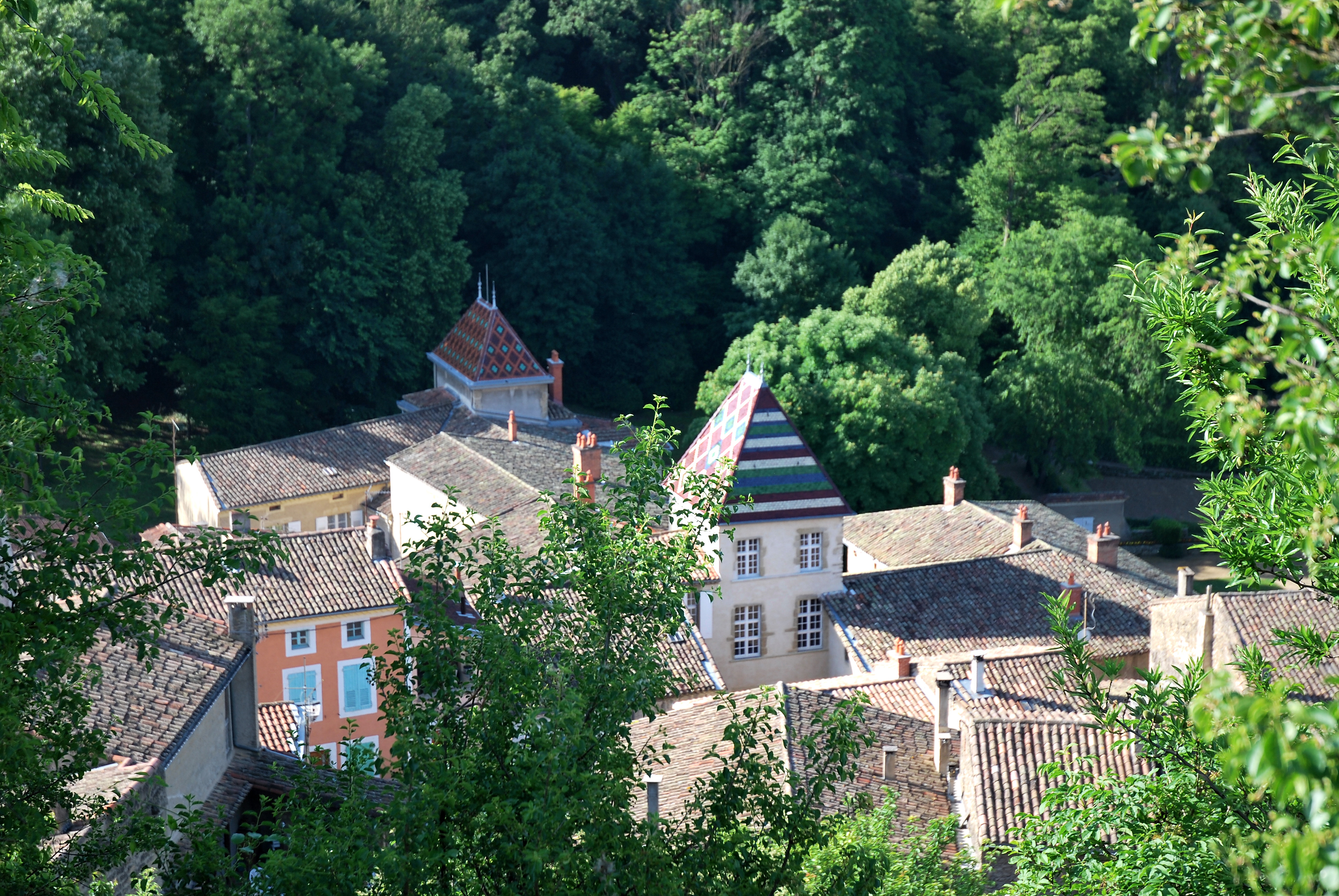
Neues Schloss
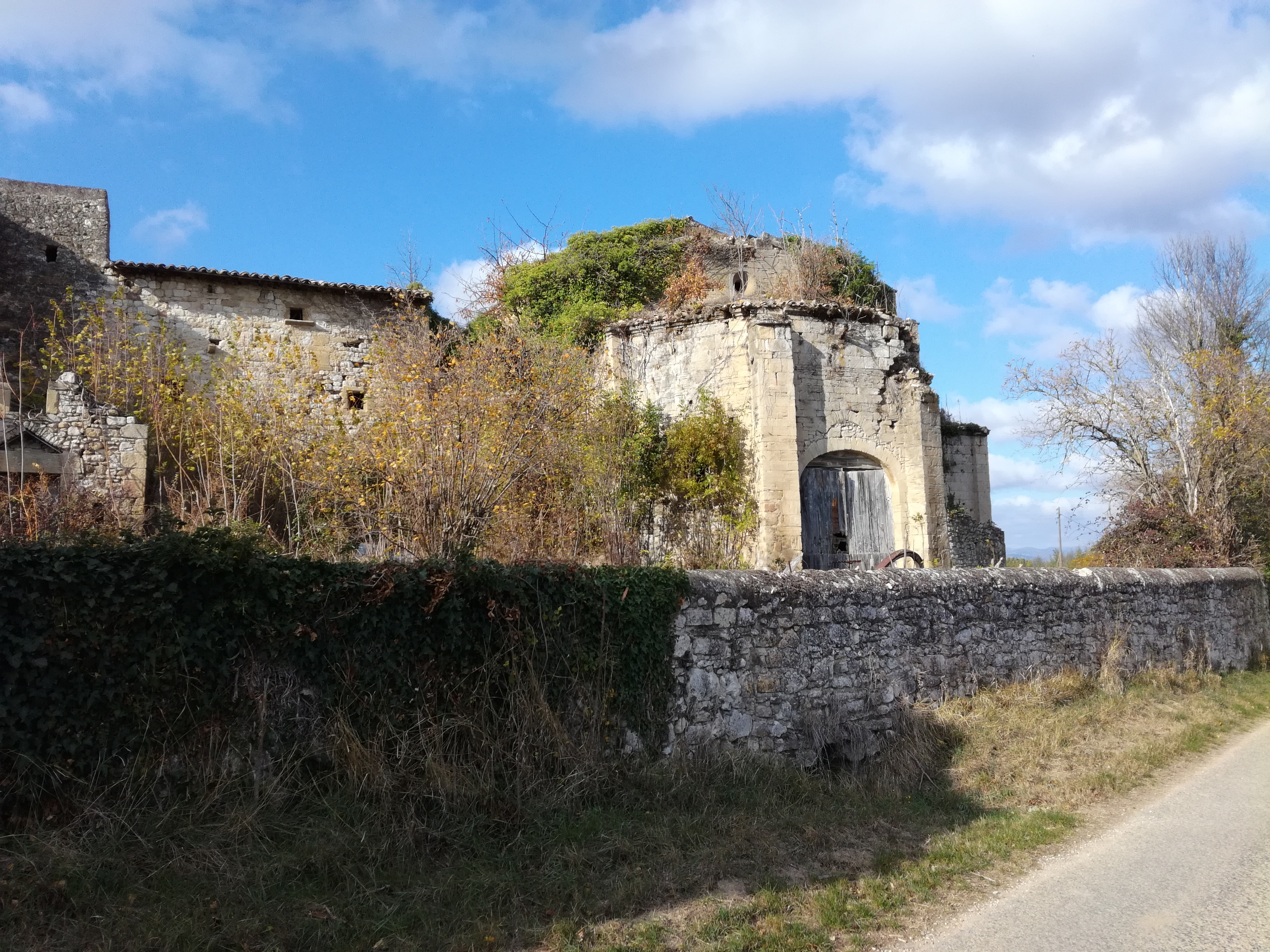
Ruinen des ehemaligen Priorats
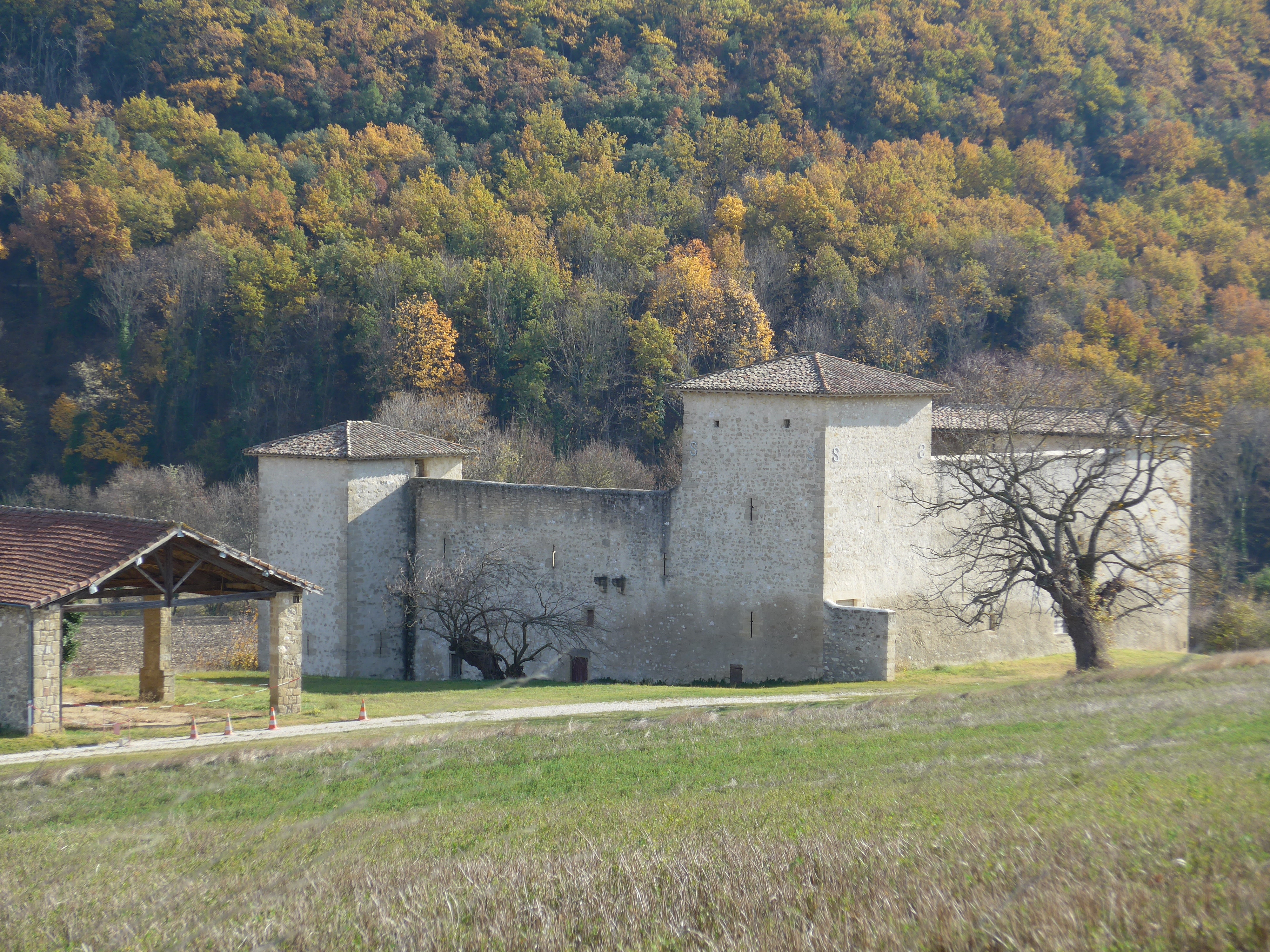
Festes Haus der Domaine de Plaisance